# Tyukjan
A Tyukjan vagy Tyuken (oroszul: Тюкян, Тюкээн) folyó Oroszországban, Kelet-Szibériában, Jakutföld délnyugati részén, a Viljuj bal oldali mellékfolyója.

## Földrajz
Hossza: 747 km, vízgyűjtő területe: 16 300 km², évi közepes vízhozama a torkolatnál 30 m³/s.
A Közép-szibériai-fennsík keleti szélén ered és a Közép-jakut-alföldön folyik dél-délkelet felé. Vízgyűjtő területe nyugaton a Márha, keleten a Tyung vízgyűjtőjével érintkezik. Északról ömlik a Viljujba, 468 km-re ennek torkolatától.
Október 10. körül a folyón a jég beáll, (a felső folyása hónapokra fenékig befagy), május közepén szabadul fel a jég alól. Alsó folyásán ömlik be legnagyobb, jobb oldali mellékfolyója, a Csilli (349 km).